# Cantón de Escurolles
El cantón de Escurolles era una división administrativa francesa que estaba situada en el departamento de Allier y la región de Auvernia.

## Composición
El cantón estaba formado por trece comunas:
- Bellerive-sur-Allier
- Broût-Vernet
- Brugheas
- Charmeil
- Cognat-Lyonne
- Escurolles
- Espinasse-Vozelle
- Hauterive
- Saint-Didier-la-Forêt
- Saint-Pont
- Saint-Rémy-en-Rollat
- Serbannes
- Vendat

## Supresión del cantón de Escurolles
En aplicación del Decreto n.º 2014-265, de 27 de febrero de 2014, el cantón de Escurolles fue suprimido el 22 de marzo de 2015 y sus 13 comunas pasaron a formar parte; doce del nuevo cantón de Bellerive-sur-Allier y uno del nuevo cantón de Vichy-1.